# 金澤一志

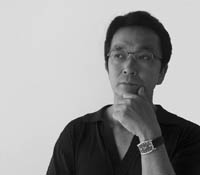
金澤一志

金澤 一志（かなざわ ひとし、1959年 - ）は、東京都生まれの評論家、エッセイスト、詩人。
1980年代から書店に勤務しながらライターとして活動し、美術・写真・デザイン評論、書評、詩歌評論を発表している。

## 略歴
東京都大田区生まれ。父は電気化学者。祖父は株式会社博報堂の旧社屋などを設計した建築家。祖父の名前に由来する及川四郎のペンネームを使用していた時期がある。
小学校から中学一年まで東京少年少女合唱隊に所属して多数のコンサート、レコーディングをおこなう。パリの木の十字架少年合唱団との共演も経験した。変声期を機会に脱隊、その後いくつかのバンドに参加するが高校卒業と同時に離脱する。音楽への興味にはシービーエス・ソニーレコード株式会社（現・株式会社ソニー・ミュージックレコーズ）に勤めていた姉の影響がある。
1978年東京都立日比谷高等学校卒を経て早稲田大学卒。大学在学中から国内取次を通さない百パーセント自社輸入の美術専門の洋書店の開業に参加して勤務。この書店に触れたベストセラー小説を映画化した「なんとなく、クリスタル」（松竹）には書店員役で出演している。
のちにベルギー、スイスの知人と共同で無店舗の書店を興す。2002年を境に実質的な販売からは身を引いている。

## 活動
書店勤務の一方で1980年代から「POPEYE」「Olive」「BRUTUS」「Miss HERO」「流行通信」「STUDIO VOICE」などの情報誌に書評、美術展評、エッセイ、コラム記事を書く。多くは無記名記事。
1980年代はじめにはジグマー・ポルケ、フランチェスコ・クレメンテ、マルクス・レーツなど新興のアーティストを一般誌上で紹介する。
1983年にはキース・ヘリングの日本招聘に参画した。航空機内誌に美術館紹介の連載をもち、一時期アメリカ版「FLASH ART」誌、カナダの「RIVEREDGE」誌の特派記者をつとめるなどテーマは現代美術に一貫していたが、2002年以降は日本の詩人北園克衛の周辺にかかわる言語芸術への発言が多くなっている。

## 著作

### 翻訳
- 『夢をみた-ジョナサン・ボロフスキーの夢日記』（ISSHI PRESS）

### 編著
- 『世界のミュージアムグッズ』（平凡社）
- 「SD（スペースデザイン）」2000年8月号　特集＝本：20世紀ブックデザインの精鋭（鹿島出版会）
- 『カバンのなかの月夜・北園克衛の造型詩』（国書刊行会）
- 『新国誠一 works 1952-1977』（共著、思潮社・国立国際美術館）
- 『日本の電子音楽』（共著、愛育社）
- 『北園克衛の詩』（思潮社）

### 写真集
- 『ambient poetry』（Kaei Editions）
- 「journal of photographs」No.1-No.4（BOOOKS）
- 『die Jpegs der Rose』（amPO Verlag）

### 詩集
- 『BALS! BALS! BALS!』（Kaei Editions）
- 『parole within baloons』（Riverside Press）
- 『雨のバーゼルの月のためのあたたかい音楽』（BOOOKS）
- 『バナナハウス』（BOOOKS）
- 『魔術師になるために』（思潮社）

## その他

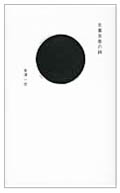
北園克衛の詩

- マンガ好きで、高校生のときに「月刊漫画ガロ」に原稿を持ち込んだことがある。また手塚治虫関連資料の収集家として「POPEYE」のコレクター特集に取り上げられたことがある。
- 書店時代からサッカーファンで、ドイツに滞在するときには奥寺康彦の試合をみるためにブレーメンを拠点にしていた。誕生日が元ポルトガル代表のルイス・フィーゴと同じことから、レターヘッドにイチジク（フィーゴ）の図案をあしらっていた。Jリーグでは甥が横浜フリューゲルス・ユース（のち横浜F・マリノス・ユース）のディフェンダーだったため現在もF・マリノスファンである。
- アメリカの小説家アーウィン・ショウの最晩年に文通をしていた。リクエストされて大量の日本の書籍雑誌を送っているうちに小説家はスイスで死去したが、遺品に含まれていた日本語文献の多くがこのときの資料である。
- 母親は裏千家茶道の正教授で弟子に写真家石元泰博の亡妻・滋子夫人がいる。その影響で知人の結婚式にはかならず和装で出席する。
- 東京都大田区立小池小学校の同期生にミュージシャンの沖山優司がいる。女優・声優の川口雅代は東京都立日比谷高等学校の同期生。書店時代には現代美術家の大竹伸朗、ミュージシャンの佐藤奈々子、美術評論家の東野芳明、同じく清水俊彦らと親交があった。林真理子企画事務所のハタケヤマ嬢は三十年来の友人。